# Kaipen
Le kaipen, kai paen, khaiphaen ou khai pene (lao : ໄຄແຜ່ນ) est un en-cas laotien composé d'algues vertes d'eau douce, d'ail, de légumes et de graines de sésame.

## Préparation
Le kaïpen est produit dans le nord du Laos et est particulièrement populaire dans la ville de Luang Prabang. Pendant les mois secs de l'hiver (de novembre à avril), lorsque le niveau de la rivière est au plus bas, l'algue verte appelée kai est récoltée au fond de la rivière. Elle est lavée et pilée pour l'adoucir, généralement dans de l'eau douce en dehors de la rivière, puis coupée. Un liquide bouilli et aromatisé comprenant de l'eau, des olives vertes et noires et du tamarin est ensuite versé dessus. La matière est aplatie sur une feuille de plastique, puis placée sur un tapis de roseaux plat. On y saupoudre des graines de sésame et, éventuellement, des tranches d'ail, de tomate et d'oignon séchées. Les tapis de roseaux sont ensuite placés à l'extérieur sur un réseau à ossature en bois pour sécher/cuire au soleil pendant quelques heures,. Le produit fini ressemble à une grande feuille de nori japonais. Les feuilles de kaipen sont emballées dans des sacs en plastique pour être revendues.

## Consommation
Le kaipen est riche en vitamines et minéraux et a un goût similaire à celui du nori, mais il est légèrement plus sucré, amer et aromatique. Le kaipen peut être consommé seul (à l'apéritif ou aux mariages) ou utilisé pour aromatiser d'autres aliments. La friture rapide est la méthode de préparation préférée, après quoi il peut être consommé comme une chips.
Un petit nombre de Laotiens mangent les kaipen sans cuisson, bien que l'on puisse s'interroger sur la sécurité de cette pratique, car il s'agit d'un aliment cru et son goût n'est pas aussi bon que celui des kaipen rapidement frits, qui sont délicieusement croustillants. En 2002, certains marchés aux États-Unis ont commencé à vendre des kaipen.

## Types d'algues utilisés
Plusieurs types d'algues peuvent être utilisés : Cladophora, Dichotomosiphon tuberosus, Chlorophyta spirogyra,.

## Galerie

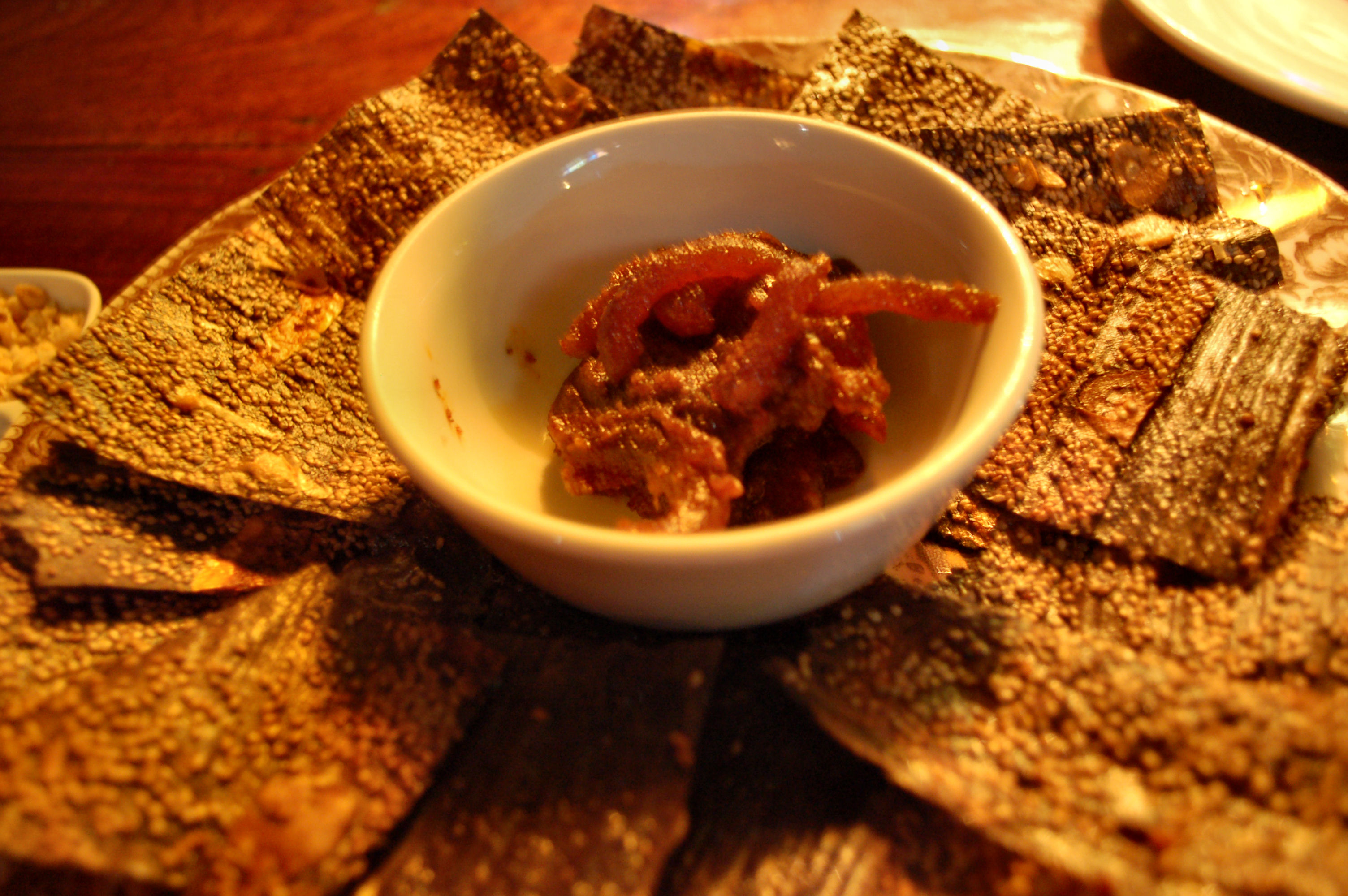
Kaipen et jeow bong.